# Heterotanytarsus nudalus
Heterotanytarsus nudalus är en tvåvingeart som beskrevs av Ole Anton Saether 1975. Heterotanytarsus nudalus ingår i släktet Heterotanytarsus och familjen fjädermyggor.
Artens utbredningsområde är Ontario. Inga underarter finns listade i Catalogue of Life.